# Voiture Plan D
Les voitures pour trains express «Plan D» sont une série de 70 voitures pour trains nationaux et internationaux des Nederlandse Spoorwegen en service de 1950 à la fin des années 1970. Étroitement dérivées des Bolkoprijtuigen de 1935-1939, premières voitures à voyageurs aérodynamiques en acier soudé des NS, elles donneront naissance aux voitures Plan K de 1958-1959. Ces trois modèles de voitures se caractérisent par leurs extrémités arrondies et leurs portières sans décrochement, leur donnant le surnom de « Têtes rondes ».

## Histoire

### Genèse
Entre 1935 et 1939, les Nederlandse Spoorwegen ont mis en service les 40 voitures pour trains rapides et internationaux de construction soudée allégée avec des extrémités arrondies, au lieu des angles droits du matériel métallique plus ancien.
La Seconde Guerre mondiale entraine la destruction d'une partie des voitures métalliques qui doivent être remplacées. En parallèle, les NS poursuivent leur campagne d'électrifications et commandent des locomotives électriques aptes à tracter des rames complètes de voitures entre les grandes villes et sur des parcours internationaux ; jusqu'ici seules des automotrices étaient utilisées sur les lignes électrifiées.

### Mise au point
Ne disposant ni des moyens ni du temps pour mettre au point des véhicules entièrement neufs, les ingénieurs des NS reprennent la base éprouvée des voitures soudées de 1935 mais en améliorent la suspension, le confort, et l'équipement embarqué.
Trois types de voitures sont commandés :
- 20 voitures de première et deuxième classe à huit compartiments, semblables à celles d'avant-guerre mais avec six sièges dans les compartiments centraux de première classe au lieu de quatre ;
- 40 voitures de troisième classe à neuf compartiments de huit places assises, au lieu de dix compartiments avant-guerre ;
- 10 voitures RD mixtes avec un compartiment à bagages d'une part et une partie restaurant avec cuisine, office, bar et locaux de service ; ce choix s'explique en raison de la sous-utilisation des anciennes voitures-restaurants et fourgons sur nombre de trains et permet aussi de réaliser de longues rames possédant chacune leur voiture RD lorsque le train est scindé pour rejoindre deux destinations distinctes.

En 1952, les dix voitures Plan C sont livrées afin d'assurer le transport du courrier ; la livrée est la même que les voitures Plan D.
Cherchant à acquérir une image de marque plus moderne, le choix est fait de peindre le nouveau matériel dans une livrée turquoise rehaussée de bandes bleues et de métal argenté.
La mauvaise tenue de la peinture turquoise face au soleil, à la pollution et aux intempéries pousse les NS à adopter un nouveau coloris bleu de Berlin avec une fine ligne chamois qui sera appliqué à toutes les voitures plus anciennes et aux séries ultérieures. Les locomotives électriques peintes en turquoise (voyageurs) ou en brun orangé (marchandises) endossent également ce coloris.

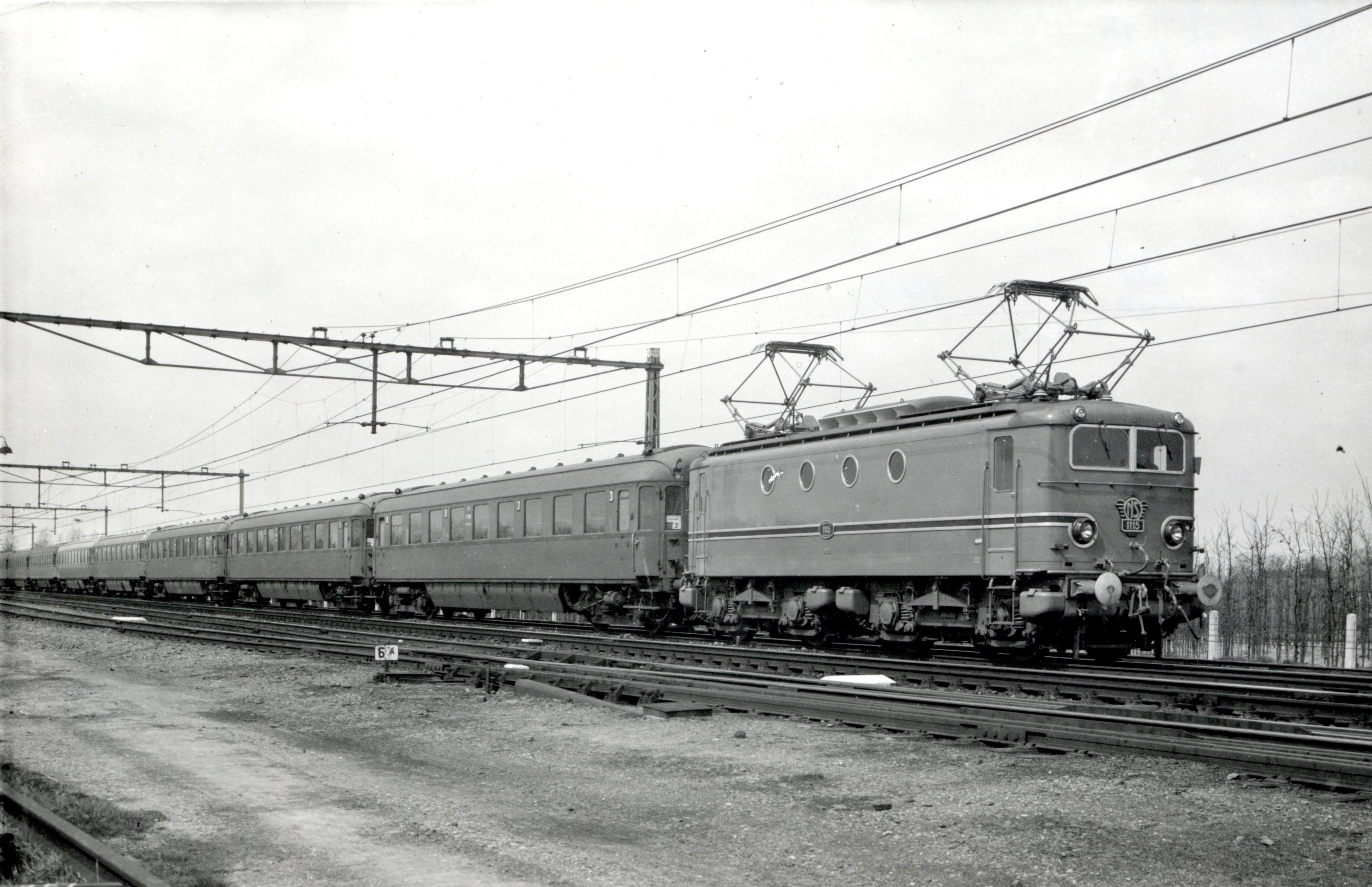
Longue rame de plan D en livrée turquoise remorquée par une 1100 assortie (1952).
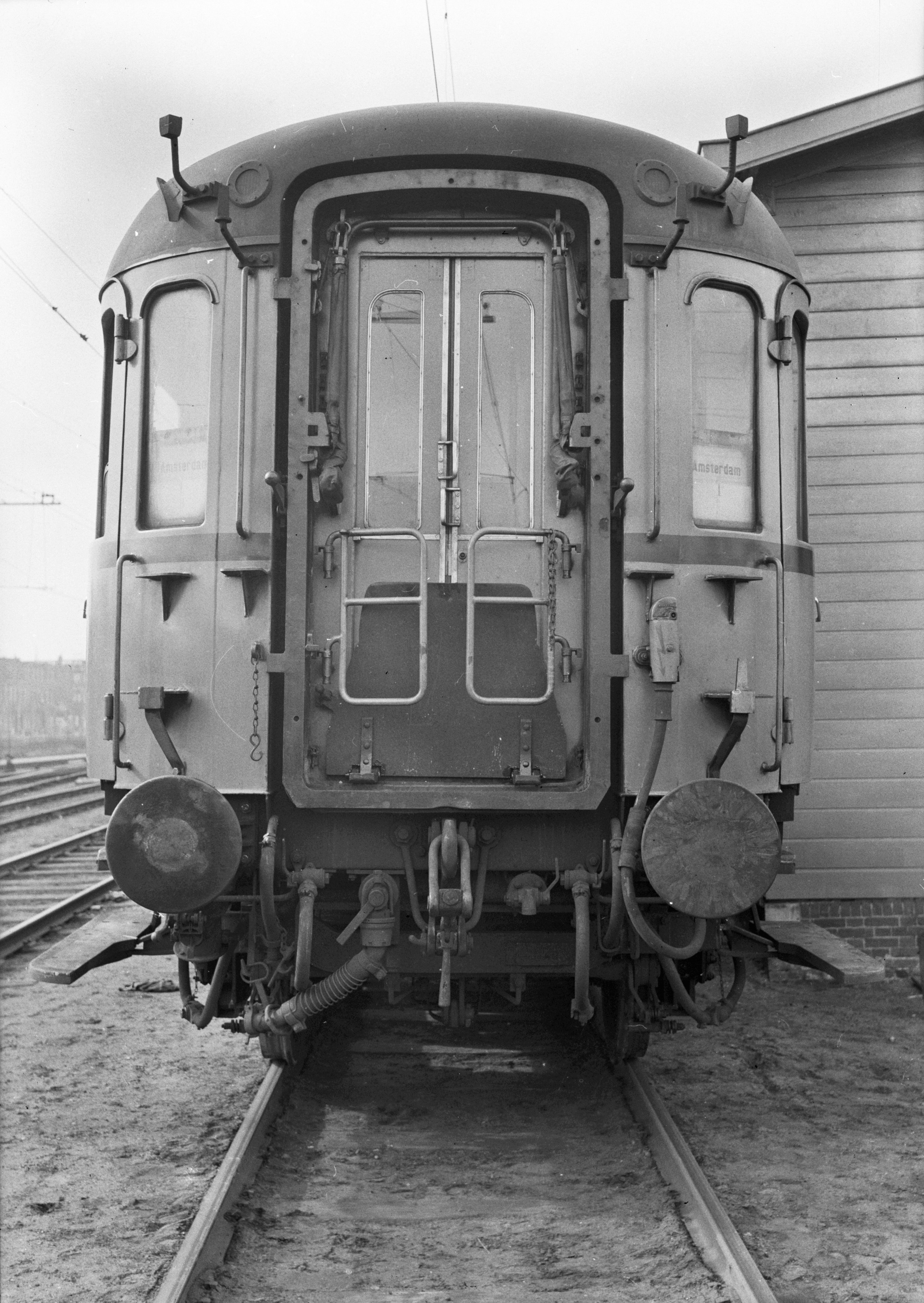
Extrémité.
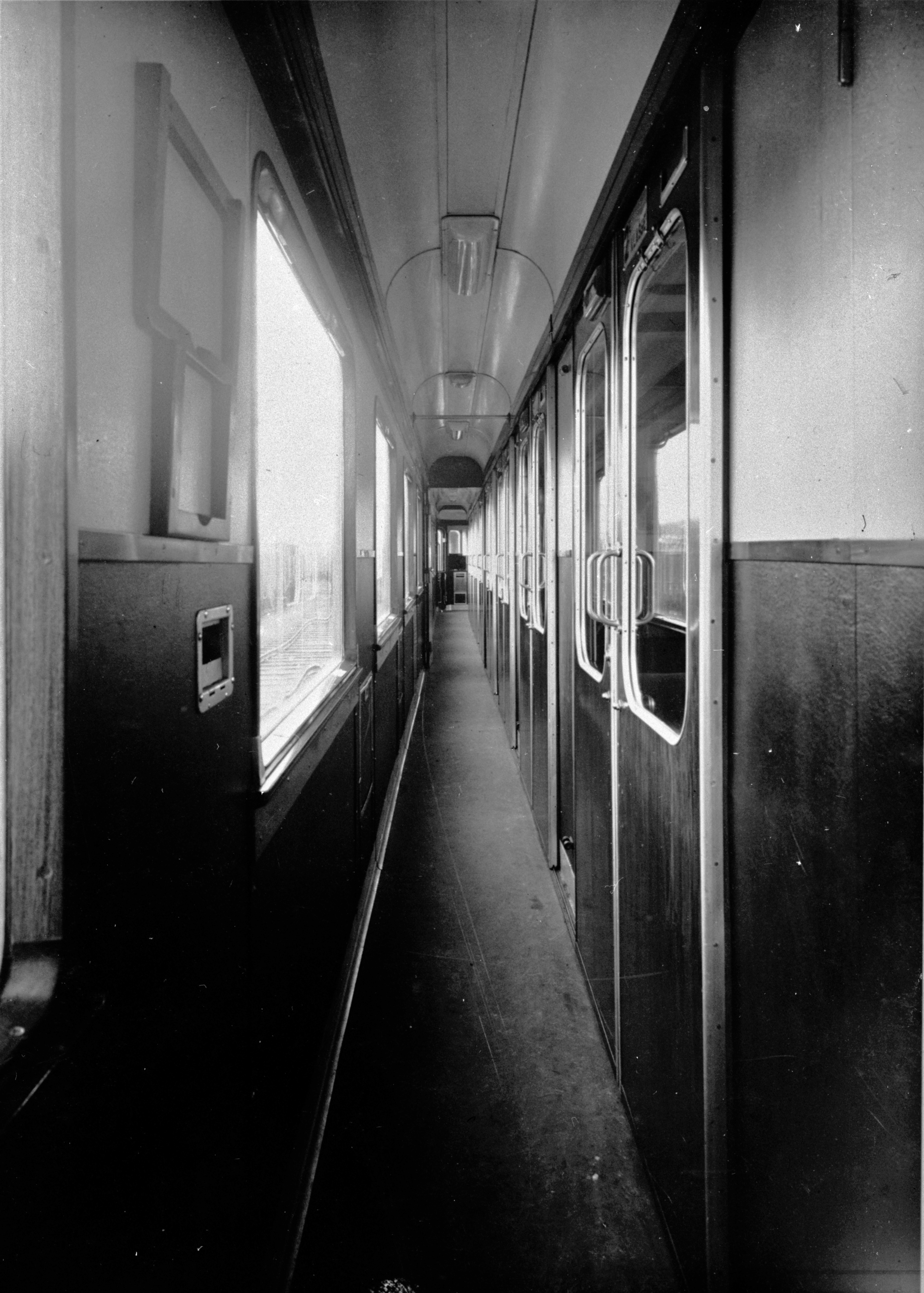
Couloir.
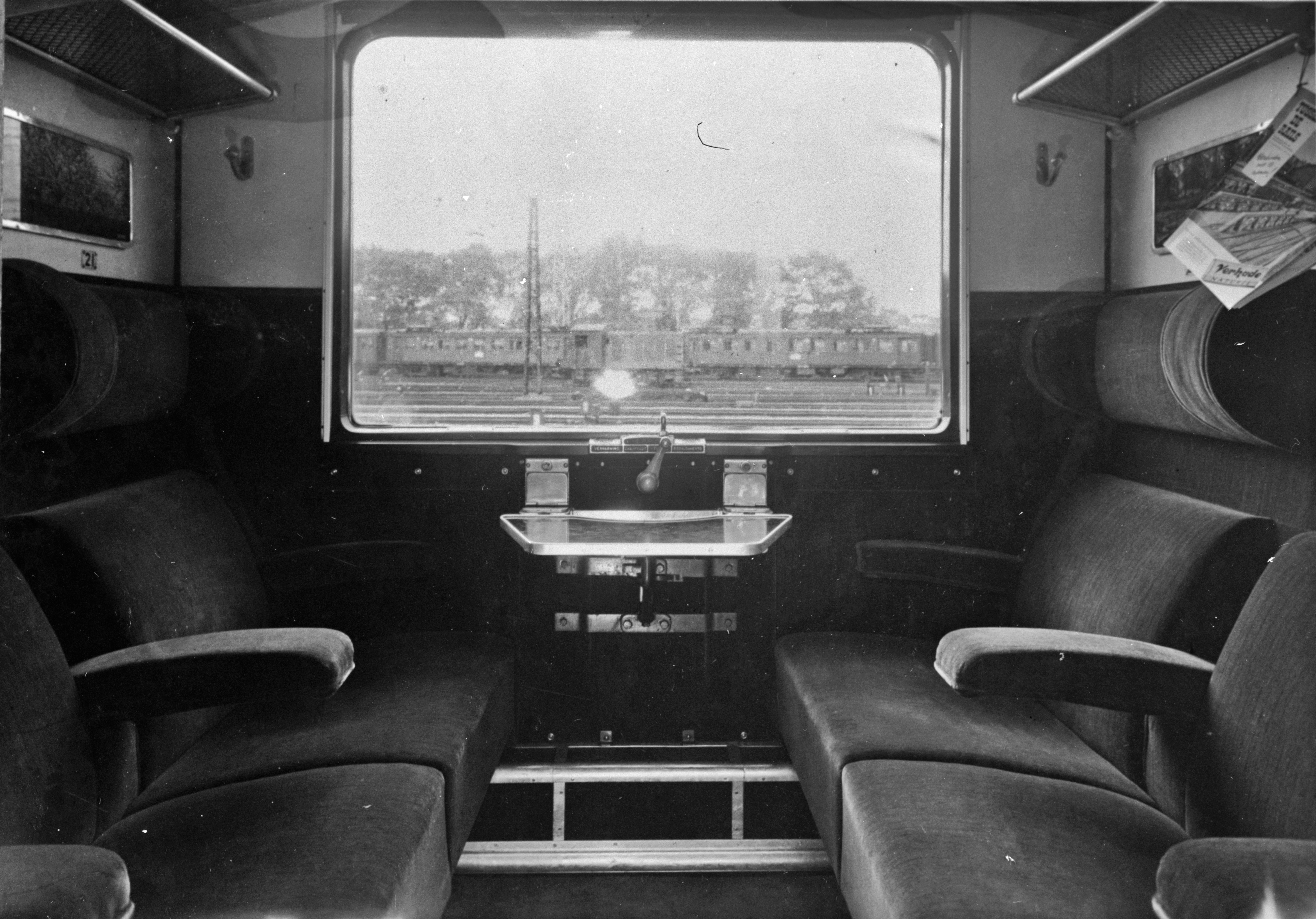
Intérieur de 2e classe en état d'origine.
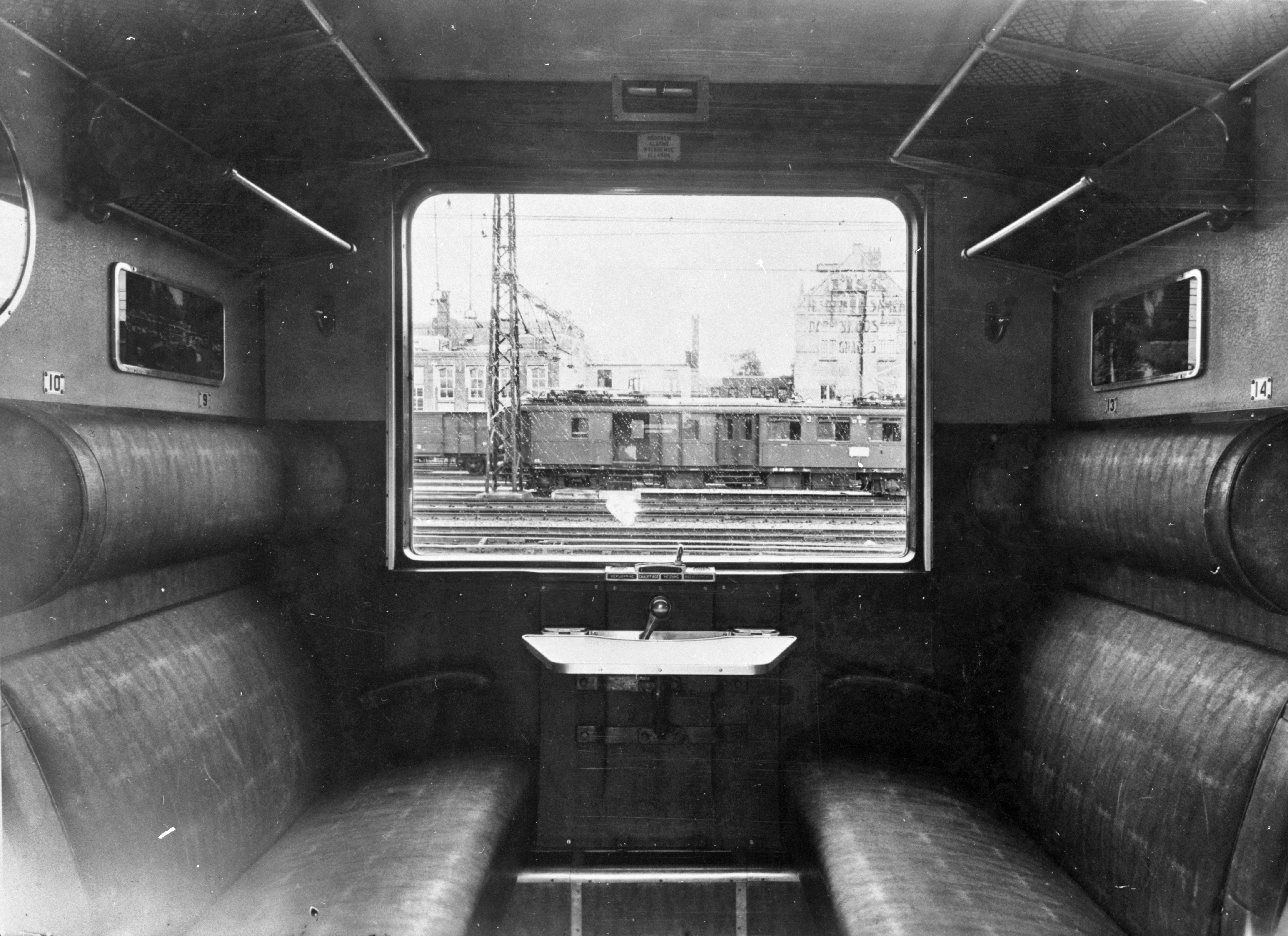
Intérieur de 3e classe.

### Carrière et services effectués
Les voitures plan D sont assemblées en rames complètes (ou renforcées par des fourgons et voitures moins modernes) sur les grandes lignes électrifiées du pays et circulent aussi en trafic international.
Avec la suppression de la troisième classe fin 1956, les AB deviennent des voitures A exclusivement première classe et les C deviennent des B sans nette évolution de leurs intérieurs.
Les besoins en voitures à voyageurs pour des services moins nobles, dont celui des trains de militaires, ne pouvant être remplis par les véhicules d'avant-guerre, un nombre croissant de voitures Plan D y sont affectées, créant une pénurie en trafic international imposant aux NS de payer pour l'emploi de voitures étrangères. Afin de résoudre cette situation, ils mettent en service les voitures Plan K en 1956-1957. Étroitement dérivées des Plan D, elles introduisent un certain nombre de changements, dont des sièges inclinables et se reconnaissent par leur diagramme unique — trois compartiments de première classe et cinq de seconde — et la disposition différente des petites fenêtres de part et d'autre des portes d'accès. La mise en service des 20 voitures Plan K et des 25 voitures-couchettes Plan N d'aspect plus carré permet de se passer du matériel d'avant-guerre en trafic international.
À partir de la fin des années 1960, elles sont de plus en plus souvent utilisées en trafic intérieur dans des rames de voitures Plan E incorporant fréquemment des voitures d'autres modèles. Les voitures Plan K et les Plan N (vite converties en voitures à places assises) seront également utilisées pour des trains vers l'Allemagne ou en service intérieur avec un fourgon aérodynamique des années 1930.
En 1974, afin de remplacer les automotrices Benelux de 1957, à la capacité notoirement insuffisante, la SNCB et les NS se mettent d'accord pour assurer les trains Benelux (Bruxelles-Amsterdam) en rame tractée, réutilisant des véhicules existants (séries I4 et Plan W). En raison de la disposition en cul-de-sac de la gare d'Anvers-Central, ces trains devaient être réversibles pour ne pas perdre de temps lors des demi-tours. Une voiture-pilote se trouvera à une extrémité et une locomotive série 25.5 à l'autre.
Les huit voitures-pilotes sont réalisées par transformation de voitures-restaurant RD surnuméraires. La plateforme, la toilette et le compartiment de service attenants sont supprimés et font place à une zone tampon et à un poste de conduite surélevé donnant au conducteur une bonne vue sur la voie tout en étant protégé en cas de collision. Le reste de la voiture conserve son aménagement d'origine (avec espace bagages et restaurant) à l'exception du bar et de la table basse qui sont supprimés pour gagner 7 places assises. Les nouvelles voitures sont désignées WRDk.
Les voitures à places assises sont retirées du service à partir du milieu des années 1970 et s'éteignent en 1979. Les deux RD non-transformées sont radiées en 1981. Les Plan K et N ayant disparu en 1984, pendant plusieurs années, les NS ne disposeront plus de voitures pour trains internationaux en dehors des voitures plan W à couloir central et des 8 voitures-pilotes Benelux.
Le matériel pour trains Benelux était une solution temporaire. Les rames réversibles sont dissoutes en 1987 avec l'arrivée des voitures ICR Benelux : les locomotives et voitures intermédiaires continueront leur carrière dans leurs pays respectifs tandis que les voitures-pilotes et les automotrices de 1957 sont envoyées à la ferraille.

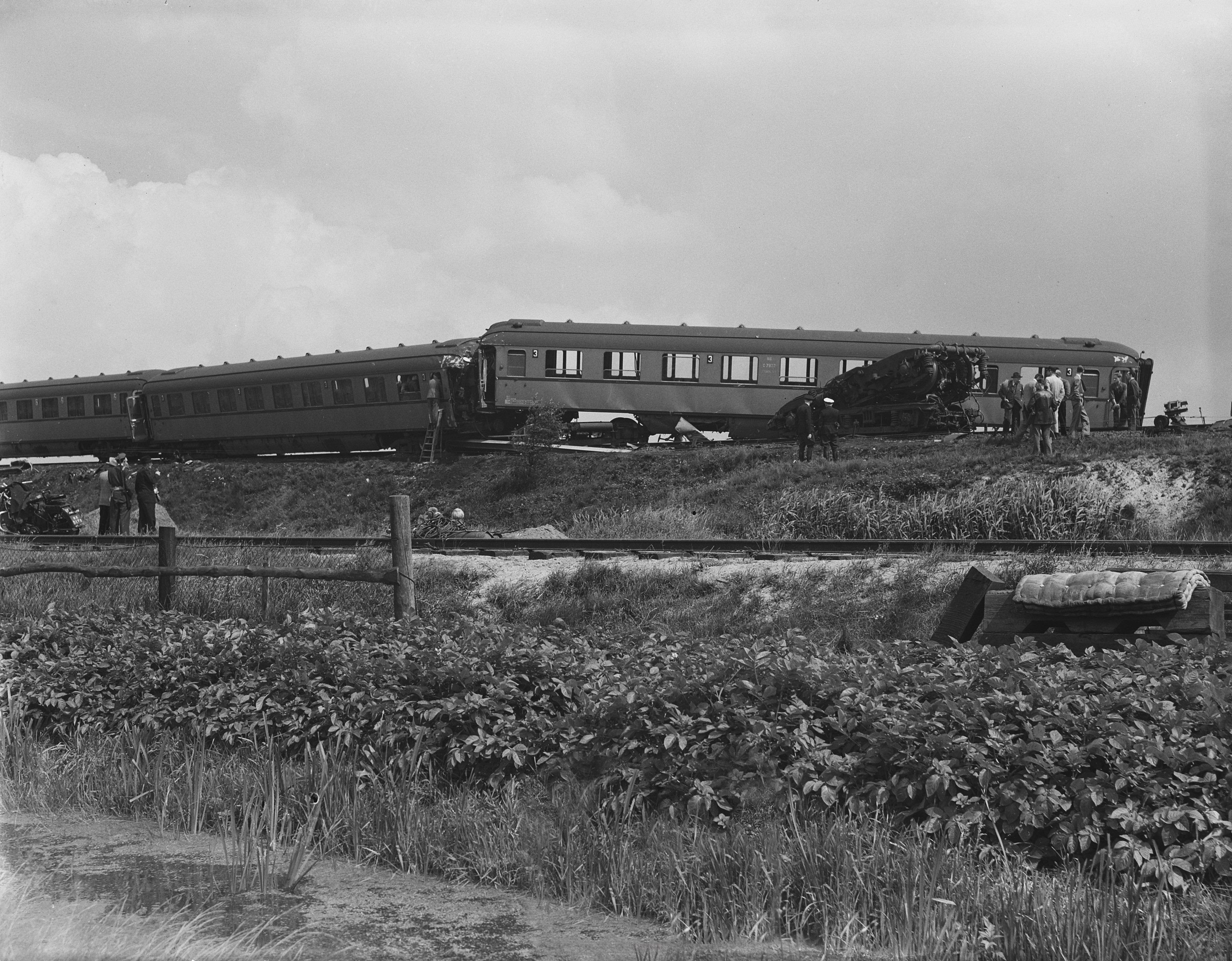
Déraillement à Weesp en 1953.
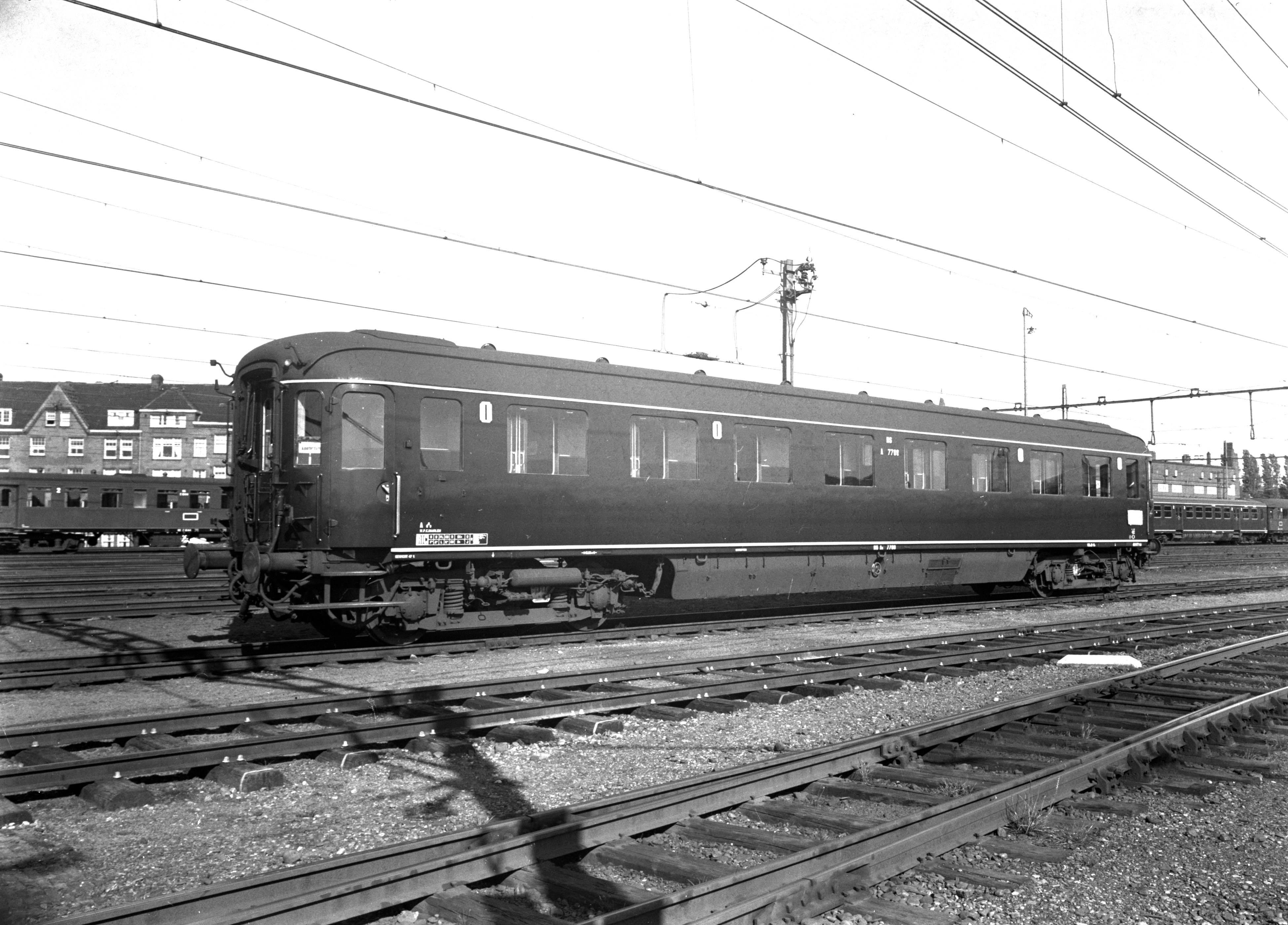
Voiture de première classe en livrée bleue foncée.
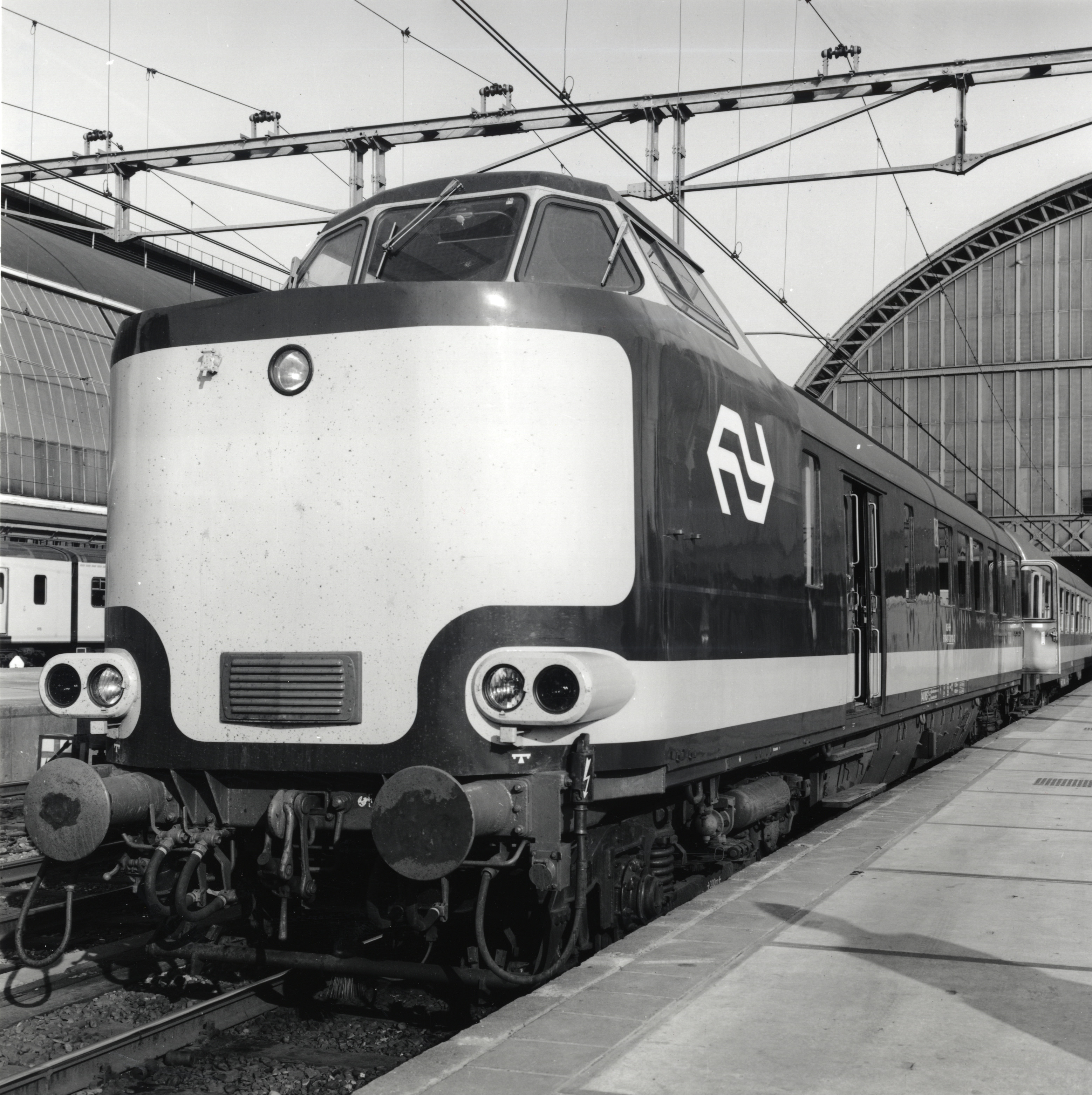
Voiture-pilote.
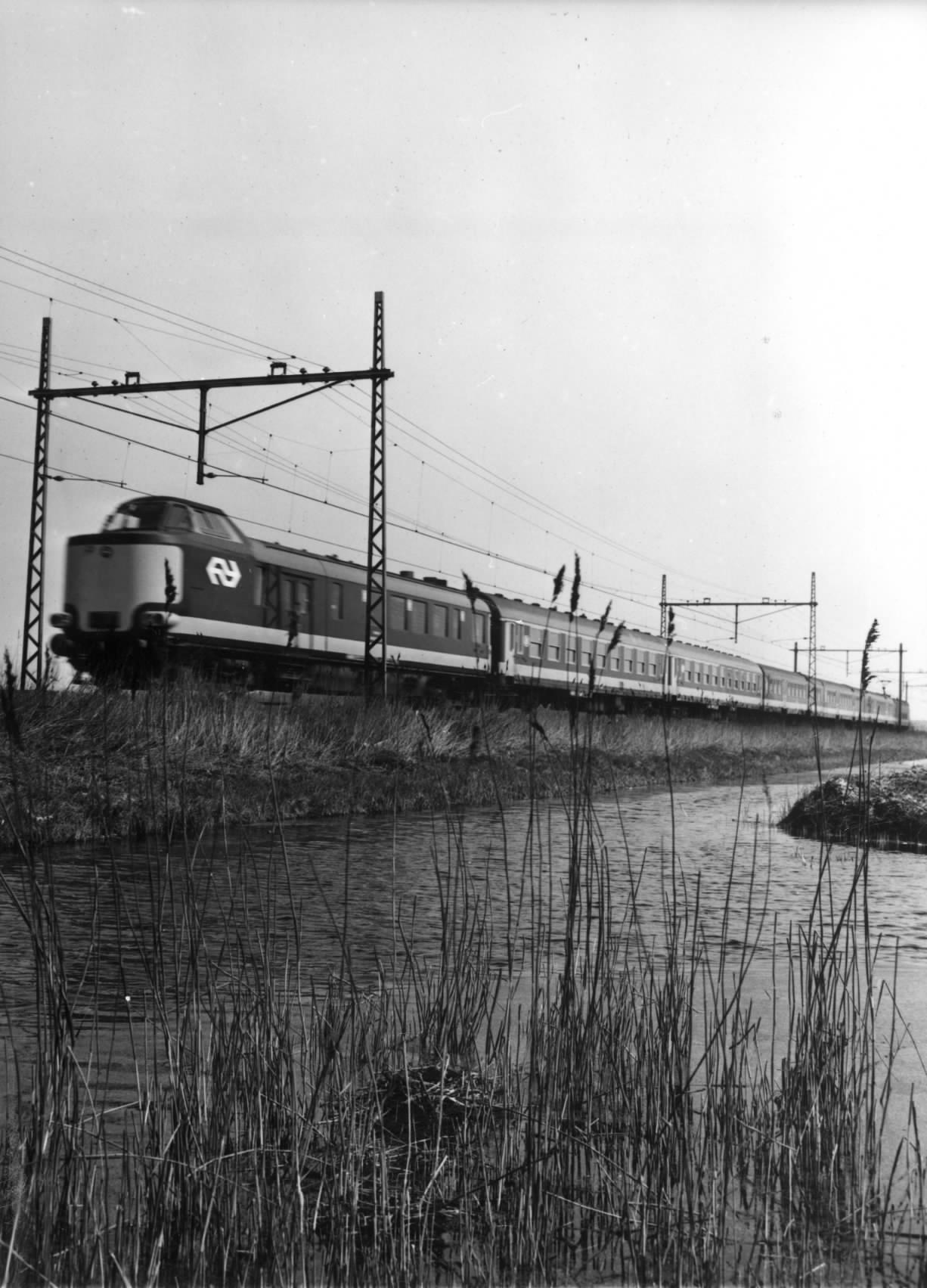
Rame Benelux complète.
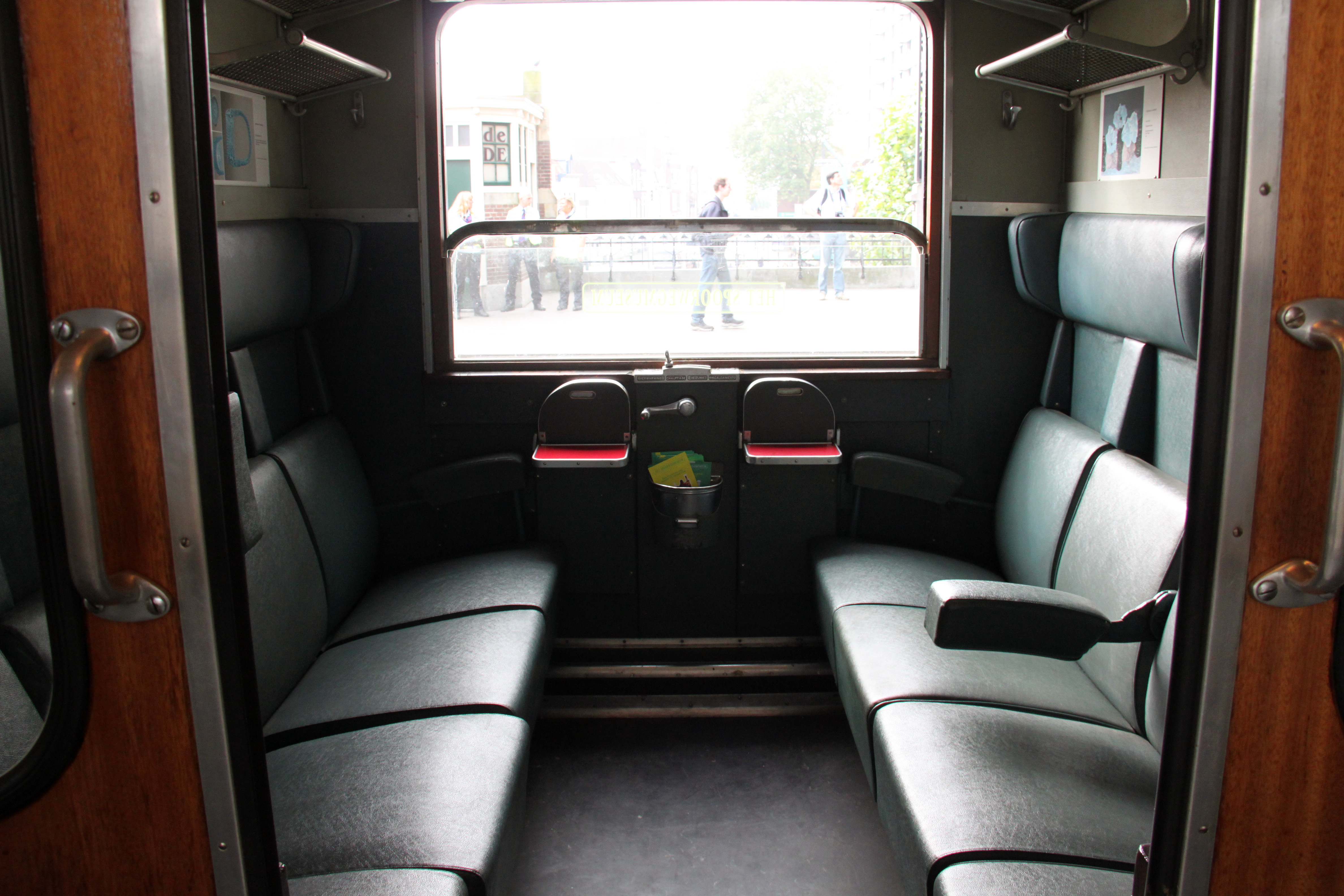
Intérieur, état final.
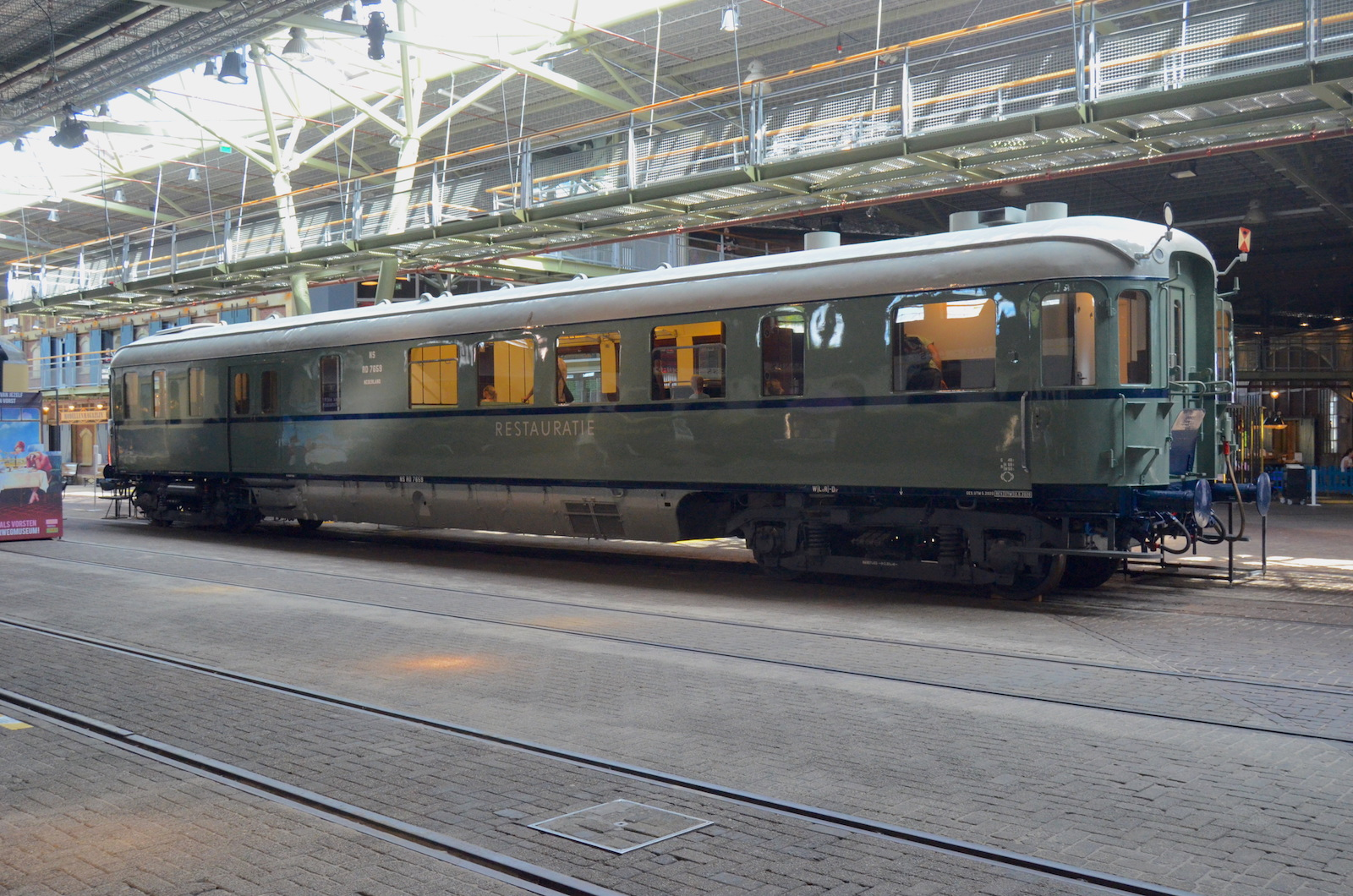
La RD 7659 au musée national des chemins de fer.
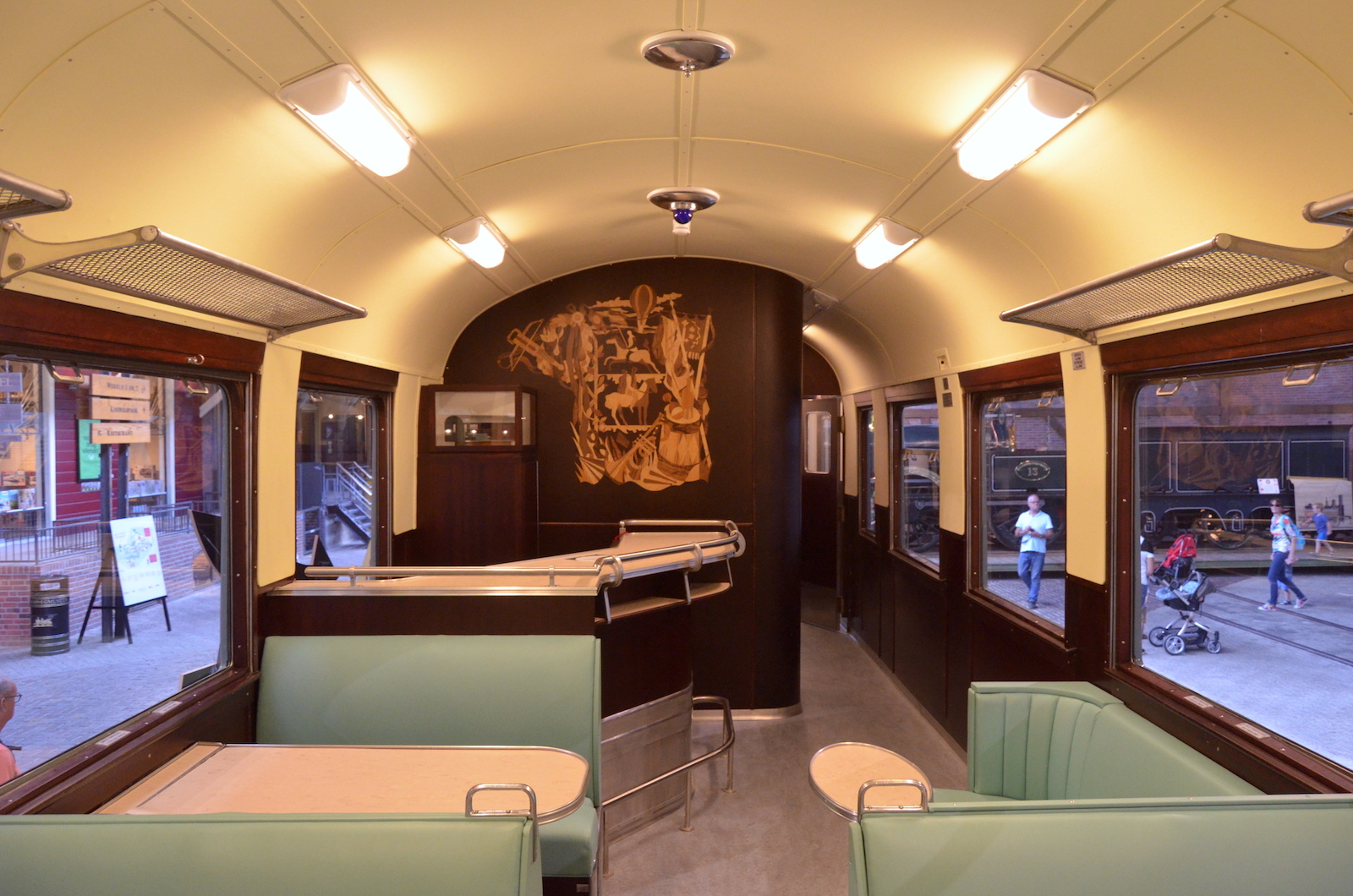
Intérieur, en direction du bar et de la cuisine.
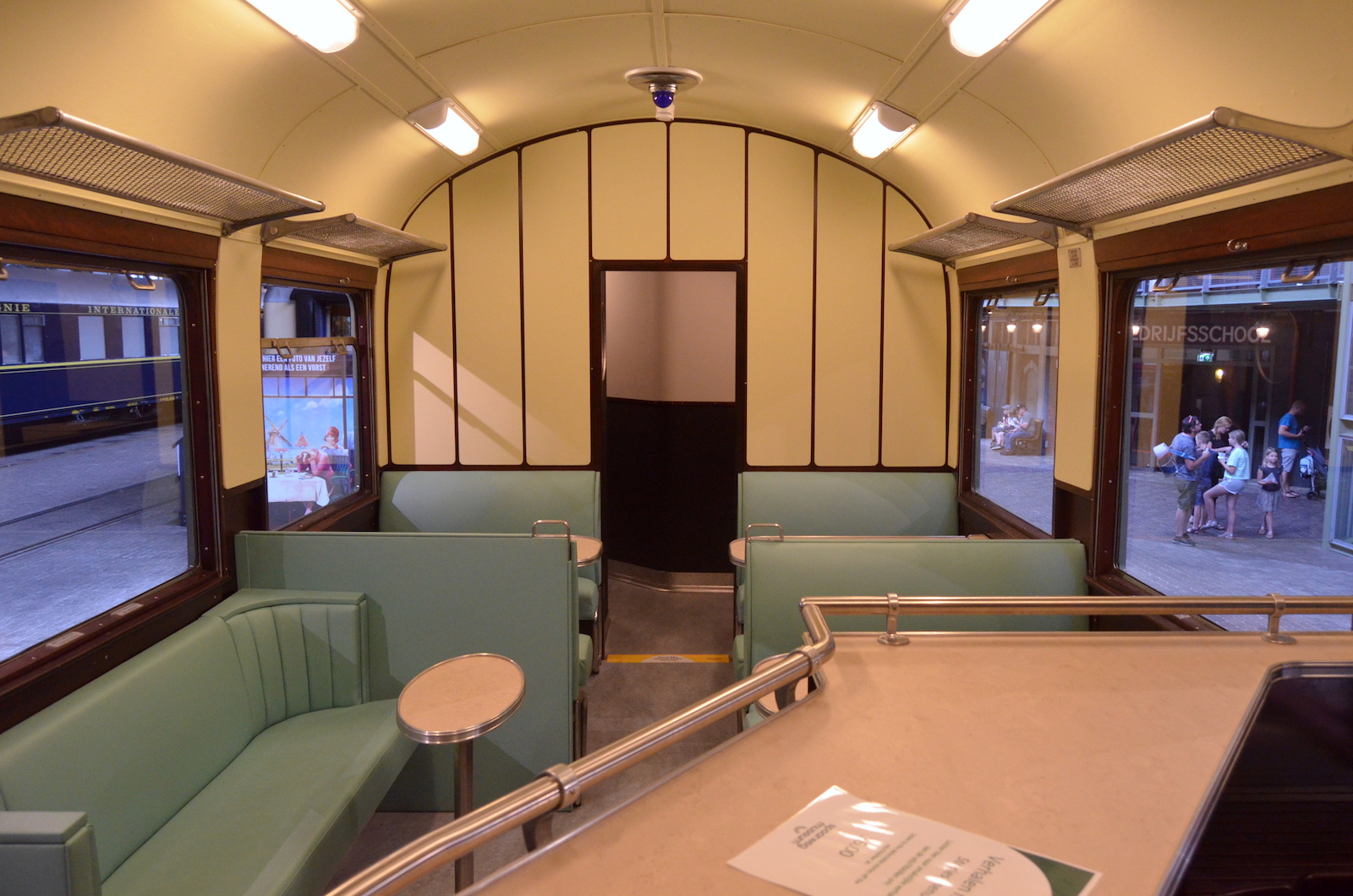
En direction du compartiment à bagages.
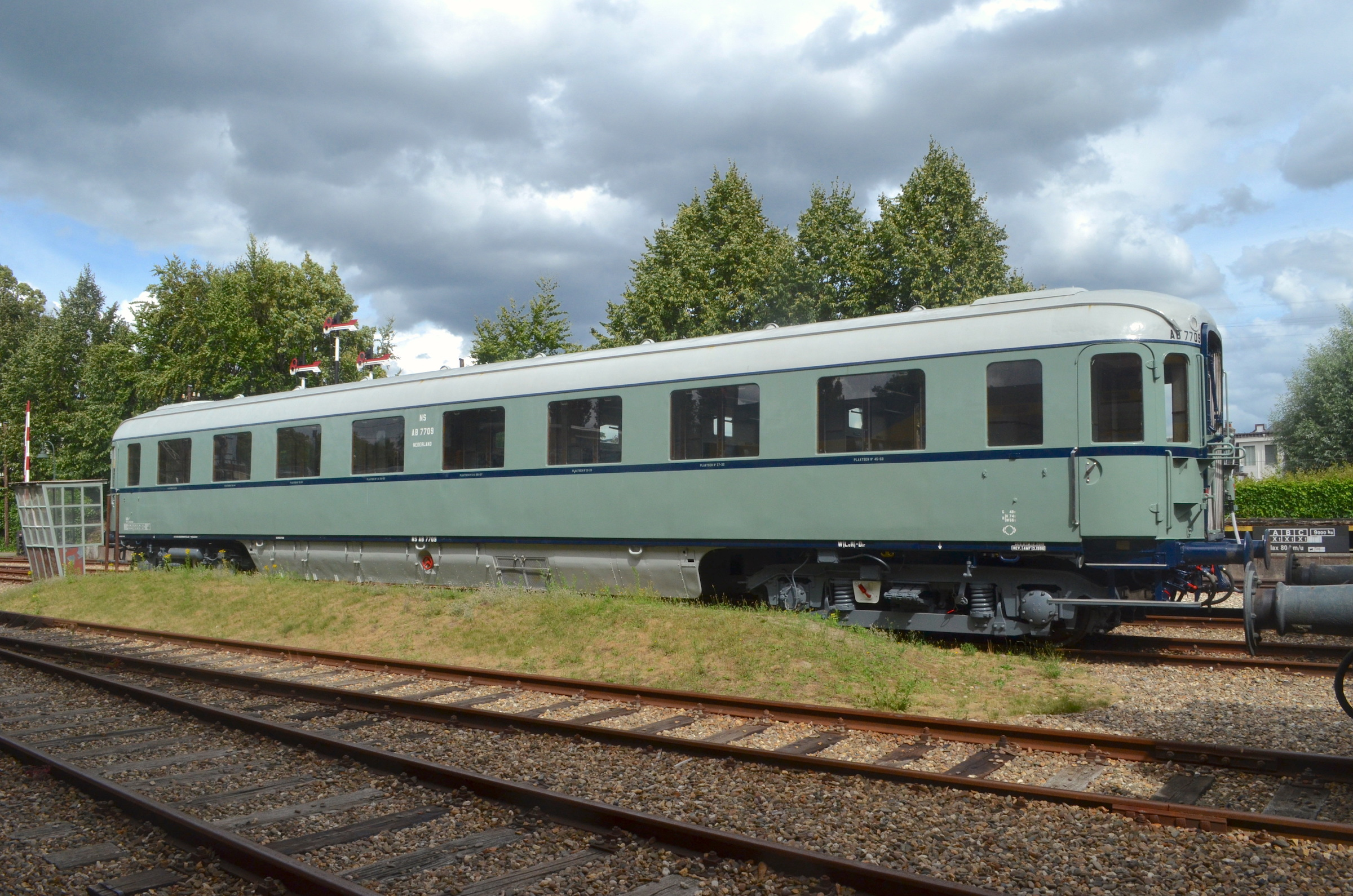
La 7709 du musée national des chemins de fer en 2023.